# Cerrillos, Chile
Cerrillos este un oraș și comună din provincia Santiago, regiunea Metropolitană Santiago, Chile, cu o populație de 71.906 locuitori (2012) și o suprafață de 21 km2.